# Вергулівка (село)
Вергулі́вка — село в Україні, у Алчевській міській громаді, Алчевського району Луганської області. Населення становить 401 осіб. До 2020 орган місцевого самоврядування — Комісарівська селищна рада.
Знаходиться на тимчасово окупованій території України.

## Географія
Біля населеного пункту беруть початок річки Санжарівка і Лозова (праві притоки Лугані, басейн Сіверського Дінця). Із західного боку до села примикає залізнична станція Боржиківка.
На захід від населеного пункту проходить межа між Луганською і Донецькою областями.
З населених пунктів Донецької області на південному заході сусідами є село Новогригорівка і місто Дебальцеве.
У Луганській області на схід розташований ще один населений пункт з назвою Вергулівка (нижче за течією Лозової), який має статус селища міського типу і відноситься до Кадіївської міської громади; також є сусідами: селище Голубівка і село Оленівка (нижче за течією Лозової) на сході, селища Южна Ломуватка на північному сході, Круглик на півдні.

## Історія
12 червня 2020 року, відповідно до Розпорядження Кабінету Міністрів України  № 717-р «Про визначення адміністративних центрів та затвердження територій територіальних громад Луганської області», увійшло до складу Алчевської міської громади.
17 липня 2020 року, в результаті адміністративно-територіальної реформи та ліквідації Перевальського району увійшло до складу Алчевського району.